# Mame-Ibra Anne
Mame-Ibra Anne (ur. 7 listopada 1989 w Colombes) – francuski lekkoatleta, sprinter.

## Osiągnięcia
- brązowy medal młodzieżowych mistrzostw Europy w sztafecie 4 × 400 metrów (Kowno 2009)
- 6. miejsce w sztafecie 4 × 400 metrów podczas mistrzostw Europy (Barcelona, 2010)
- 5. miejsce w biegu na 400 metrów oraz 4. miejsce w sztafecie 4 × 400 metrów podczas młodzieżowych mistrzostw Europy (Ostrawa 2011)
- brązowy medal igrzysk śródziemnomorskich w biegu na 400 metrów (Mersin 2013)
- 4. miejsce w sztafecie 4 × 400 metrów podczas mistrzostw Europy (Zurych, 2014)
- 6. miejsce w sztafecie 4 × 400 metrów podczas mistrzostw świata (Pekin, 2015)
- 7. miejsce w biegu na 400 metrów podczas mistrzostw Europy (Amsterdam, 2016)
- 4. miejsce w sztafecie 4 × 400 metrów podczas mistrzostw Europy (Berlin, 2018)
- brązowy medal halowych mistrzostw Europy w sztafecie 4 × 400 metrów (Glasgow, 2019)
- 7. miejsce w sztafecie mieszanej 4 × 400 metrów podczas mistrzostw świata (Doha, 2019)
- złote medale mistrzostw Francji
- reprezentant kraju na igrzyskach olimpijskich, drużynowych mistrzostwach Europy i IAAF World Relays

## Rekordy życiowe
- Bieg na 400 metrów (stadion) – 45,26 (2015)
- bieg na 400 metrów (hala) – 46,91 (2013)